# Epiro
O Epiro (em grego:  Ήπειρος, em albanês Çamëria) é uma das 13 regiões modernas  da Grécia, localizada no sudoeste da península balcânica. A sua capital é Janina.
Historicamente, cobre parte da Grécia e da Albânia. Limita com a Cadeia do Pindo a leste; a grande ilha de Corfu e o mar Jônico a oeste; o golfo ambraciano ao sul; e a Ilíria ao norte. Há numerosos planaltos, planícies férteis, vales estreitos e lagoas. O clima é muito úmido, com chuvas abundantes e invernos frios; os rios mais importantes são o Aracto, o Tiâmis e o Aqueronte. Na parte central, próximo à Cadeia do Pindo, fica o planalto de Dodona.
As cidades mais importantes na antiquidade eram Dodona, Ambrácia, Cassope, Éfira, Nicópolis e Córcira, esta na ilha de Corfu. No Epiro ficavam dois dos mais famosos oráculos gregos: o de Zeus, em Dodona, e o dos mortos (Necromanteu), em Éfira.